# Kaspersky Anti-Virus
Kaspersky Anti-Virus (russisch Антивирус Касперского; früher bekannt unter AntiViral Toolkit Pro; oft mit KAV abgekürzt) ist ein Antivirenprogramm, welches von Kaspersky Lab entwickelt wurde. Es wurde primär für Computer mit Windows und Mac OS entwickelt und soll Benutzer vor Schadprogrammen schützen. Es gibt zudem eine Linux-Version. Nach dem russischen Überfall auf die Ukraine warnt das deutsche Bundesamt für Sicherheit in der Informationstechnik vor dem Einsatz der Software von Kaspersky. Im Juni 2024 verbot die US-amerikanische Regierung den Verkauf der Software in den USA.

## Funktionen
Kaspersky Anti-Virus besitzt Echtzeitschutz, Erkennung und Entfernung von Viren, Trojanern, Würmern, Spyware, Adware, Keyloggern, Schadsoftware, Auto-Dialern sowie Erkennung und Entfernung von Rootkits. Des Weiteren erhält Kaspersky Anti-Virus automatische Echtzeitupdates vom Kaspersky Security Network Service.
Kaspersky Security Network Service ermöglicht Benutzern die Identifizierung von Schadsoftware.
Windows-Benutzer haben die Möglichkeit, eine Antivirus Rescue Disk herunterzuladen. Diese scannt den Host Computer während des Bootvorgangs aus einer isolierten Linux-Umgebung heraus. Darüber hinaus unterbindet Kaspersky durch einen internen Passwortschutz die Möglichkeit, dass Malware den Antivirus-Schutz deaktiviert oder interne Einstellungen ändert. Zudem scannt es eingehenden Instant-Messenger-Verkehr, E-Mail-Verkehr und deaktiviert automatisch Links zu bekannten Malware-Webseiten, die mit Internet Explorer oder Mozilla Firefox aufgerufen werden.
Im Programm inbegriffen ist zudem ein kostenloser technischer Support sowie gratis Programm-Upgrades innerhalb des bezahlten Abonnements. Kaspersky Lab bietet derzeit Jahres-, Zwei-Jahres- und Drei-Jahres-Abonnements an.

## Testergebnisse
Im Test von AV-Comparatives wurde Kaspersky Anti Virus 2013 als einer der schnellsten Virenscanner ausgezeichnet und erhielt das Prädikat Advanced+. Dabei wurden über 20 bekannte Antiviren-Lösungen mit Hilfe des Benchmarks PC Mark 7 auf die Geschwindigkeit beim Kopieren und Archivieren der Daten sowie beim Installieren und Starten der Software hin untersucht.

## Einschränkungen
Kaspersky Anti-Virus fehlen einige Funktionen, die in der Bezahlversion Kaspersky Internet Security verfügbar sind. Diese Funktionen sind eine persönliche Firewall, HIPS, Sicheres Keyboard, Antispam, AntiBanner und Kinderschutzfunktionen. Ebenso ist Kaspersky wie viele seiner Konkurrenten inkompatibel mit anderer Anti-Virus- und Anti-Spyware-Software.

## Mac OS
Die im Jahr 2009 veröffentlichte Macintosh-Version von Kaspersky Anti-Virus läuft auf allen (Intel-Prozessor basierenden) Mac OS X Tiger (oder höher) Macs, inklusive der Version von Mac OS X Snow Leopard aus dem Jahre 2009. Laut Kaspersky Lab benötigt das Programm nur 1 Prozent der CPU-Leistung. Zudem besitzt es ein Mac-ähnliches Interface, mit dem Mac-Benutzer vertraut sind. Kaspersky Anti-Virus für Mac enthält Definitionen, um Schadsoftware für Windows, Linux und Mac OS X gleichermaßen zu erkennen und zu blockieren. Kaspersky Anti-Virus für Mac scannt auch freigegebene Ordner von Windows-Nutzern mithilfe eines Virtual PCs. Dazu benötigt es entsprechend leistungsfähige Apple Macintosh PCs.

## Linux
Eine Kaspersky Anti-Virus Lösung für Linux-Workstations ist erhältlich für Geschäftskunden. Diese bietet die meisten Funktionen der Windows-Version inklusive der on-access und on-demand Scanner. Spezielle Editionen von Kaspersky Anti-Virus sind auch für eine Auswahl von Linux-Servern erhältlich. Diese bieten Schutz vor den meisten Formen von Schadsoftware.

## Identitätsmissbrauch durch die CIA
Die Enthüllungsplattform Wikileaks hat in der „Vault 8“ genannten Sammlung geheime Unterlagen veröffentlicht, in denen der US-amerikanische Geheimdienst Central Intelligence Agency (CIA) den Einsatz seiner digitalen Waffen beschreibt. Die CIA schleust den Datenverkehr über getarnte, bei kommerziellen Anbietern angemietete Server. Um die Spionageaktivitäten zu verschleiern, kommen gefälschte digitale Signaturen zum Einsatz. Ursprünglich sind digitale Signaturen dafür gedacht, verifizieren zu können, dass Daten tatsächlich von einer bestimmten Quelle wie z. B. einem Unternehmen stammen. Die geleakten Daten belegen, dass der US-Geheimdienst ein Zertifikat von Kaspersky gefälscht hat, um damit die eigene Spionagesoftware zu signieren. Bemerkt das Opfer den Angriff, ordnet es fälschlicherweise Kaspersky als Angreifer zu, obwohl die Spionagesoftware von der CIA stammt. Es handelt sich damit um eine Operation unter falscher Flagge. Bemerkenswert ist diese Enthüllung, da die US-Regierung zu dieser Zeit bereits mehrfach Spionagevorwürfe gegen Kaspersky erhob. Diese konnten nicht eindeutig belegt werden, führten jedoch zu einem Verbot der Software auf Computern der Regierung.

## Warnung durch das BSI
Am 15. März 2022 warnte das deutsche Bundesamt für Sicherheit in der Informationstechnik (BSI) nach dem russischen Überfall auf die Ukraine vor der Nutzung von Kaspersky-Antivirensoftware und empfahl, die Produkte durch Software anderer Hersteller zu ersetzen:

„Das Vorgehen militärischer und/oder nachrichtendienstlicher Kräfte in Russland sowie die im Zuge des aktuellen kriegerischen Konflikts von russischer Seite ausgesprochenen Drohungen gegen die EU, die Nato und die Bundesrepublik Deutschland sind mit einem erheblichen Risiko eines erfolgreichen IT-Angriffs verbunden. Ein russischer IT-Hersteller könne selbst offensive Operationen durchführen, gegen seinen Willen gezwungen werden, Zielsysteme anzugreifen, oder selbst als Opfer einer Cyber-Operation ohne seine Kenntnis ausspioniert oder als Werkzeug für Angriffe gegen seine eigenen Kunden missbraucht werden.“

Ein Antrag von Kaspersky gegen die Warnung vor dem Verwaltungsgericht Köln wurde Anfang April 2022 zurückgewiesen. Daraufhin reichte Kaspersky Beschwerde beim Oberverwaltungsgericht für das Land Nordrhein-Westfalen ein, das die Beschwerde mit Entscheidung vom 28. April 2022 rechtskräftig zurückwies (Aktenzeichen 4 B 473/22). Die Annahme des BSI, das Vorgehen militärischer und/oder nachrichtendienstlicher Kräfte in Russland sowie die in diesem Kontext ausgesprochenen Drohungen auch gegen die Bundesrepublik Deutschland seien mit einem erheblichen Risiko eines erfolgreichen IT-Angriffs mit weitreichenden Konsequenzen gerade unter Verwendung der Virenschutzsoftware von Kaspersky verbunden, beruhe auf hinreichenden Erkenntnissen zur aktuellen Cybersicherheitslage.

## Verkaufsverbot in den USA
US-amerikanische Behörden entschieden, den Verkauf des Antivirenprogramms an Unternehmen und Verbraucher ab 20. Juli 2024 zu untersagen. Als Grund wurden mögliche russische Cyberangriffe angegeben, die von der Software beeinflusst werden könnten. Ab 29. September 2024 darf Kaspersky auch keine Updates mehr einspielen. Ab diesem Zeitpunkt ist auch der Weiterverkauf verboten. Die Übergangsfrist soll Kunden Zeit geben, auf Produkte anderer Anbieter zu wechseln. Strafen für die Weiternutzung soll es nicht geben. Kaspersky kündigte an, gegen das Verkaufsverbot rechtlich vorzugehen.

## Vorwurf des Geheimnisverrates in der Schweiz
Der Schweizerische Nachrichtendienst untersucht Informationsabfluss durch die Antivirus-Software Kaspersky zu Gunsten von Russland. Kaspersky dementiert diese Vorwürfe. Bundesrat Martin Pfister will dies näher untersuchen lassen. Pfister kündete an: «Ich habe eine externe Administrativuntersuchung eingeleitet.»